# کانون پرورش فکری کودکان و نوجوانان

فرح پهلوی و لیلی امیرارجمند (راست) در جشنواره فیلم کانون پرورش فکری کودکان و نوجوانان.

کانون پرورش فکری کودکان و نوجوانان، سازمان ناسودبر فرهنگی و هنری است که برای پر کردن کمبود آثار و محصولات فرهنگی برای کودکان و نوجوانان، در دی‌ماه ۱۳۴۴ به ریاست فرح پهلوی و مدیریت لیلی امیرارجمند فعالیت خود را آغاز کرد.
کانون پرورش فکری کودکان و نوجوانان دارای گسترده‌ترین شبکهٔ کتابخانه‌های کودکان و نوجوانان است و همچنین از برجسته‌ترین تولیدکنندگان و ناشران کتاب‌های کودکان و نوجوانان در ایران به‌شمار می‌رود. کانون همچنین تهیه‌کنندهٔ فیلم و سایر فراورده‌های فرهنگی برای کودکان و نوجوانان هم بوده‌است.
کانون پرورش فکری کودک و نوجوان پس از انقلاب ۱۳۵۷ ایران، به‌عنوان شرکت دولتی و وابسته به وزارت آموزش و پرورش ایران به فعالیت خود ادامه می‌دهد.
کانون، امروزه بیش از ۱۰۰۰ مرکز فرهنگی ثابت، سیار شهری، سیار روستایی و پستی در سراسر ایران داشته و با ارائه فعالیت‌های فرهنگی، هنری با مخاطبان کودک و نوجوان خود ارتباطی چهره به چهره و نزدیک برقرار می‌کند. انتشار ۱۴۰ عنوان کتاب با شمارگانی بیش از ۳ میلیون جلد در سال، تولید هزاران دقیقه فیلم‌های کوتاه، بلند، زنده، مستند و پویانمایی، تولید ده‌ها عنوان نوار موسیقی، نمایش عروسکی، سرگرمی‌های سازنده، اسباب‌بازی و نرم‌افزارهای آموزشی رایانه‌ای از آن جمله به‌شمار می‌روند.
کانون زبان ایران نیز پس از انقلاب به عنوان یکی از زیر مجموعه‌های کانون مشغول به فعالیت است که با داشتن شعبه‌های زیادی در سراسر کشور کار آموزش زبان‌های فارسی، انگلیسی، آلمانی، فرانسوی، اسپانیایی، ایتالیایی، روسی و عربی را بر عهده دارد.

## مدیران عامل کانون از ابتدا تا کنون
| ردیف | نام                | آغاز تصدی | پایان تصدی | مدت تصدی      |
| ---- | ------------------ | --------- | ---------- | ------------- |
| ۱    | لیلی امیرارجمند    | ۱۳۴۴      | ۱۳۵۷       | ۱۳ سال        |
| ۲    | سیدکمال خرازی      | ۱۳۵۷      | ۱۳۵۹       | ۲ سال         |
| ۳    | علیرضا زرین        | ۱۳۶۰      | ۱۳۷۰       | ۱۰ سال        |
| ۴    | محسن چینی‌فروشان    | ۱۳۷۰      | ۱۳۸۸       | ۱۸ سال        |
| ۵    | سیدصادق رضایی      | ۱۳۸۸      | ۱۳۹۲       | ۴ سال         |
| ۶    | علیرضا حاجیان‌زاده  | ۱۳۹۲      | ۱۳۹۶       | ۴ سال         |
| ۷    | فاضل نظری          | ۱۳۹۶      | ۱۴۰۰       | ۴ سال         |
| ۸    | مهدی علی اکبر زاده | ۱۴۰۰      | ۱۴۰۱       | ۱ سال و ۳ ماه |
| ۹    | حامد علامتی        | ۱۴۰۱      | تا کنون    |               |

## وظایف کانون بر پایه اساس‌نامه
- بنیاد مراکز عرضه کتاب و آموزش‌های فرهنگی و هنری ویژه کودکان و نوجوانان در نقاط مختلف کشور
- گسترش و تکمیل کتابخانه‌های عمومی ثابت و سیار
- همکاری با سازمان‌ها برای ایجاد بخش‌های ویژه کودکان و نوجوانان
- تهیه و چاپ محصولات دیداری و شنیداری
- فراهم‌آوردن وسایل و کلاس‌های آموزشی
- تولید، خرید، پخش، نمایش و فروش فیلم‌های سینمایی و تئاتر مخصوص کودکان و نوجوانان
- گشایش کتابخانه‌های سیار و پستی برای عرضه کتاب مناسب به کودکان و نوجوانان در روستاها و منطقه‌های محروم و همکاری با سازمان‌هایی که خدمات مشابهی ارائه می‌کنند
- کمک به توسعه و ترویج ادبیات و هنر کودکان و نوجوانان از طریق تشویق نویسندگان و طراحان، هنرمندان، ناشران و همکاری با آنها
- همکاری با همه سازمان‌های ایرانی و غیرایرانی که هدف‌های آن‌ها با اهداف کانون مشابه است[۴]

## تاریخچه کانون و گسترش آن

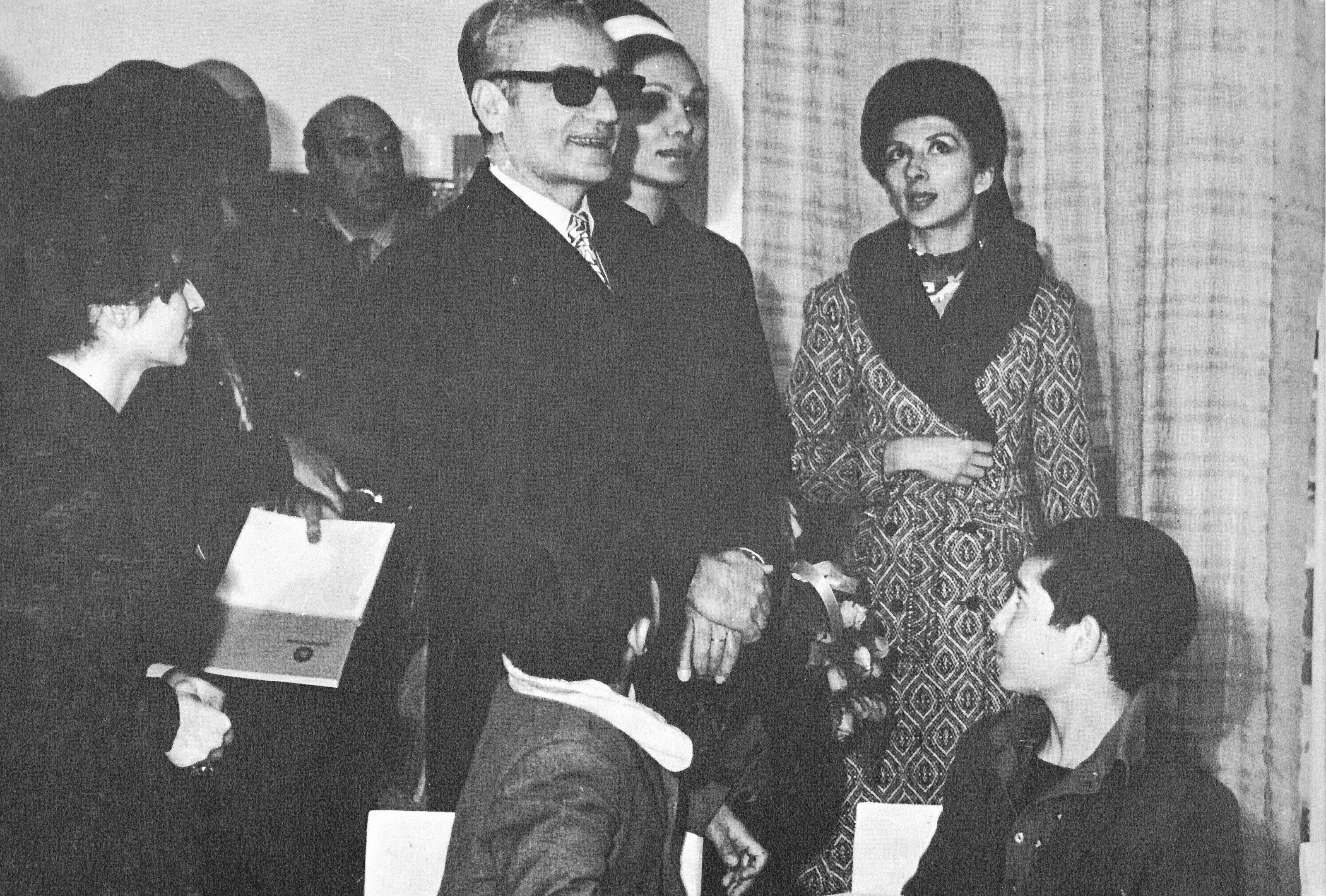
محمدرضا پهلوی و فرح پهلوی در روز افتتاح نخستین کتابخانه کانون پرورش فکری کودکان و نوجوانان در بوستان لاله تهران

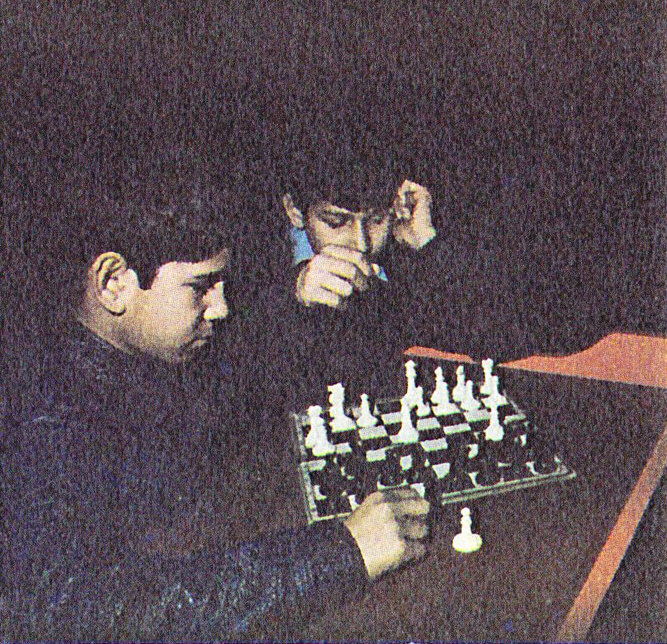
گوشه‌ای از سالن شطرنج کانون

ایجاد کانون به دنبال چاره‌اندیشی برای پرکردن اوقات فراغت گروه کودک و نوجوانان ایران و فراهم‌آوردن آموزش و سرگرمی برای آن‌ها بود. همچنین کانون در راستای فراگیر کردن فرهنگ کتاب‌خوانی بین کودکان و نوجوانان و با حمایت شرکت ملی نفت ایران و وزارت آموزش و پروش راه‌اندازی شد.
تا پیش از بنیان کانون پرورش فکری کودکان و نو جوانان در ایران برای ادبیات کودک و نوجوان جایی ویژه نبود و ادبیات کودک شامل داستان‌هایی بوده که از طریق قصه‌گویی شفاهی به کودکان گفته می‌شد. با تأسیس این کانون، برای نوشتن ادبیات کودک و نوجوان، از نویسندگان، روزنامه‌ها و شعرا دعوت گسترده‌ای به عمل آمد و کانون از همکاری کشورهایی چون فرانسه، ایالات متحده آمریکا و مجارستان (در زمینه نقاشی کتاب کودکان) استفاده‌های فراوان برد.
کانون پرورش فکری زیر نظر هیئت مدیره و مدیرعامل اداره می‌شد. سازمان کانون بدین قرار بود: امور اداری، کتابخانه‌ها، چاپ کتاب، سینما، تئاتر، جشنواره فیلم کودکان و نوجوانان، پژوهش‌های فرهنگی و هنری، بایگانی فیلم، روابط عمومی و امور تدارکات و انبار.
به گفتهٔ لیلی امیرارجمند مدیر کانون، نام کانون پرورش فکری کودکان و نوجوانان را احسان یارشاطر که عضو هیئت امنای کانون بوده، برای این مؤسسه پیشنهاد داده‌است.

## کتابخانه‌ها

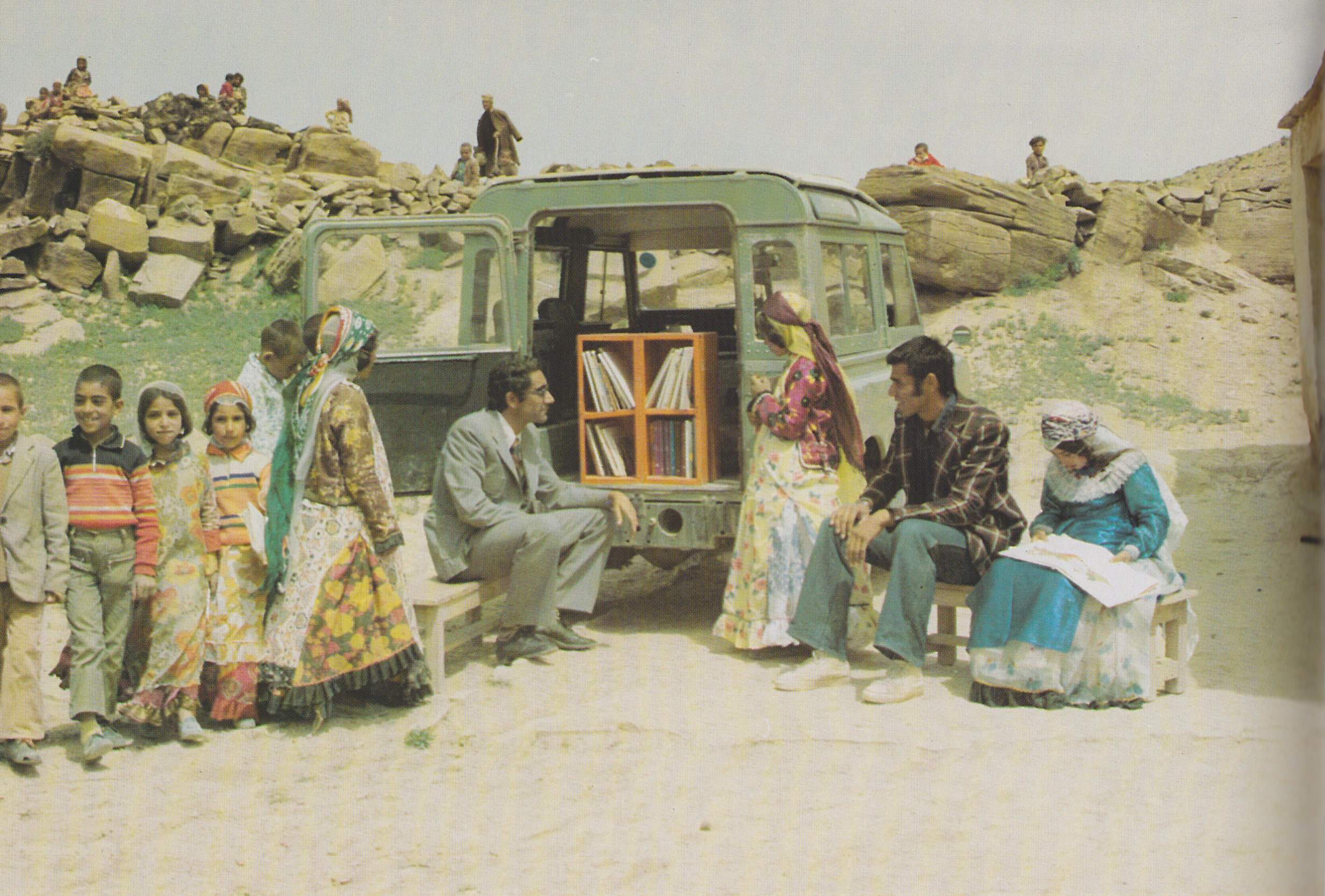
کتابخانه سیار کانون در میان کودکان لر

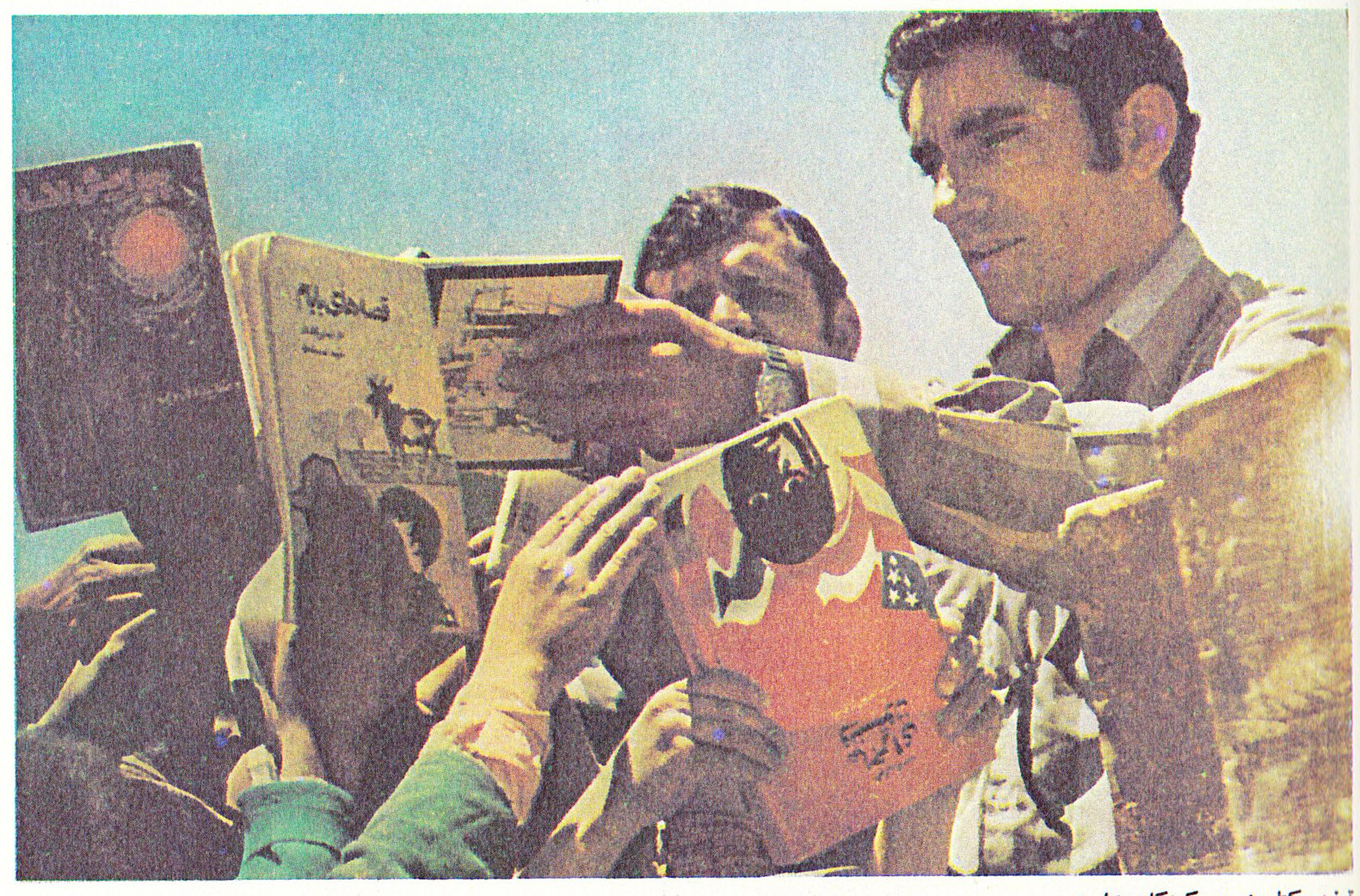
پخش کتاب بین کودکان عشایر

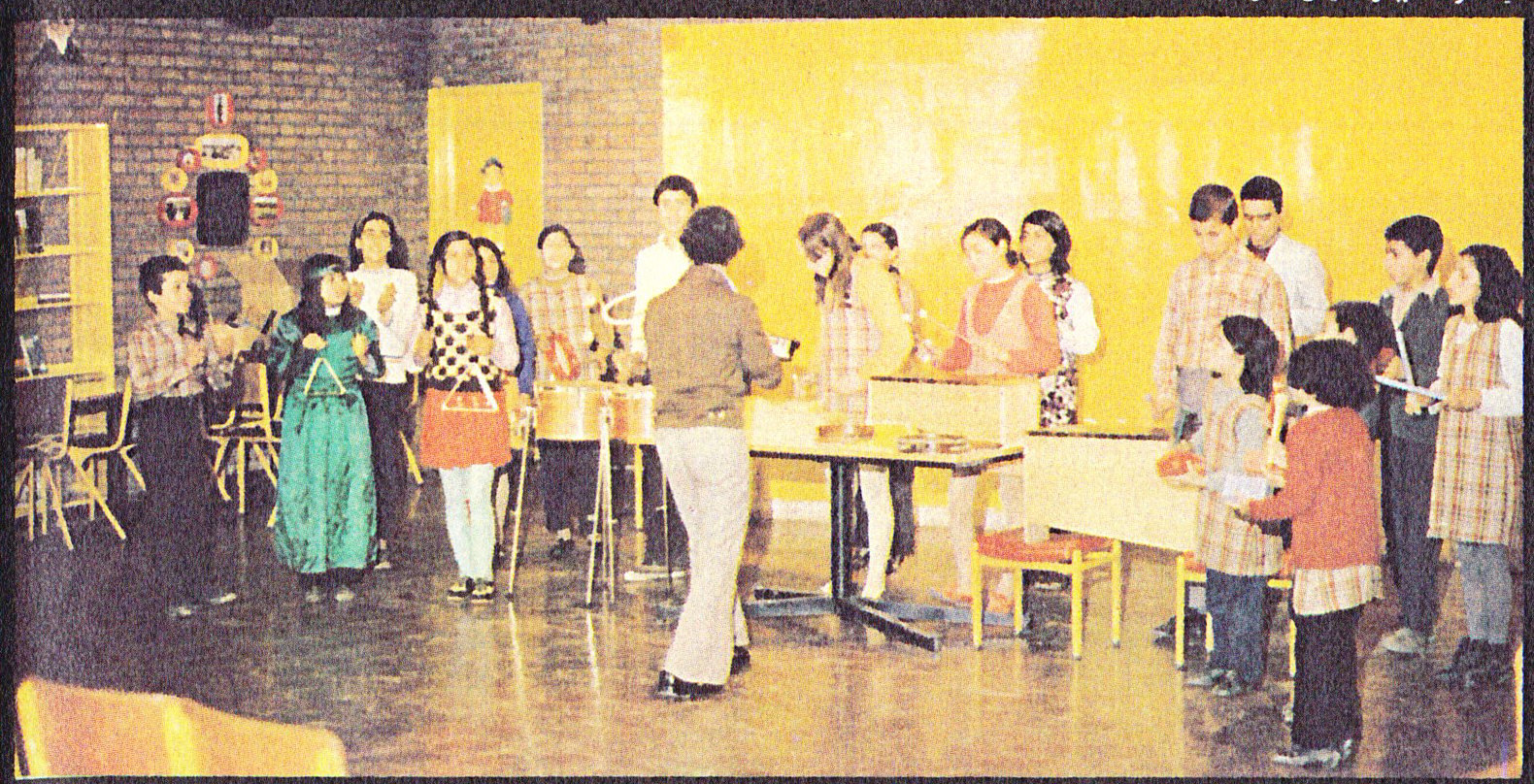
برنامه موسیقی در یکی از کتاب‌خانه‌های کانون

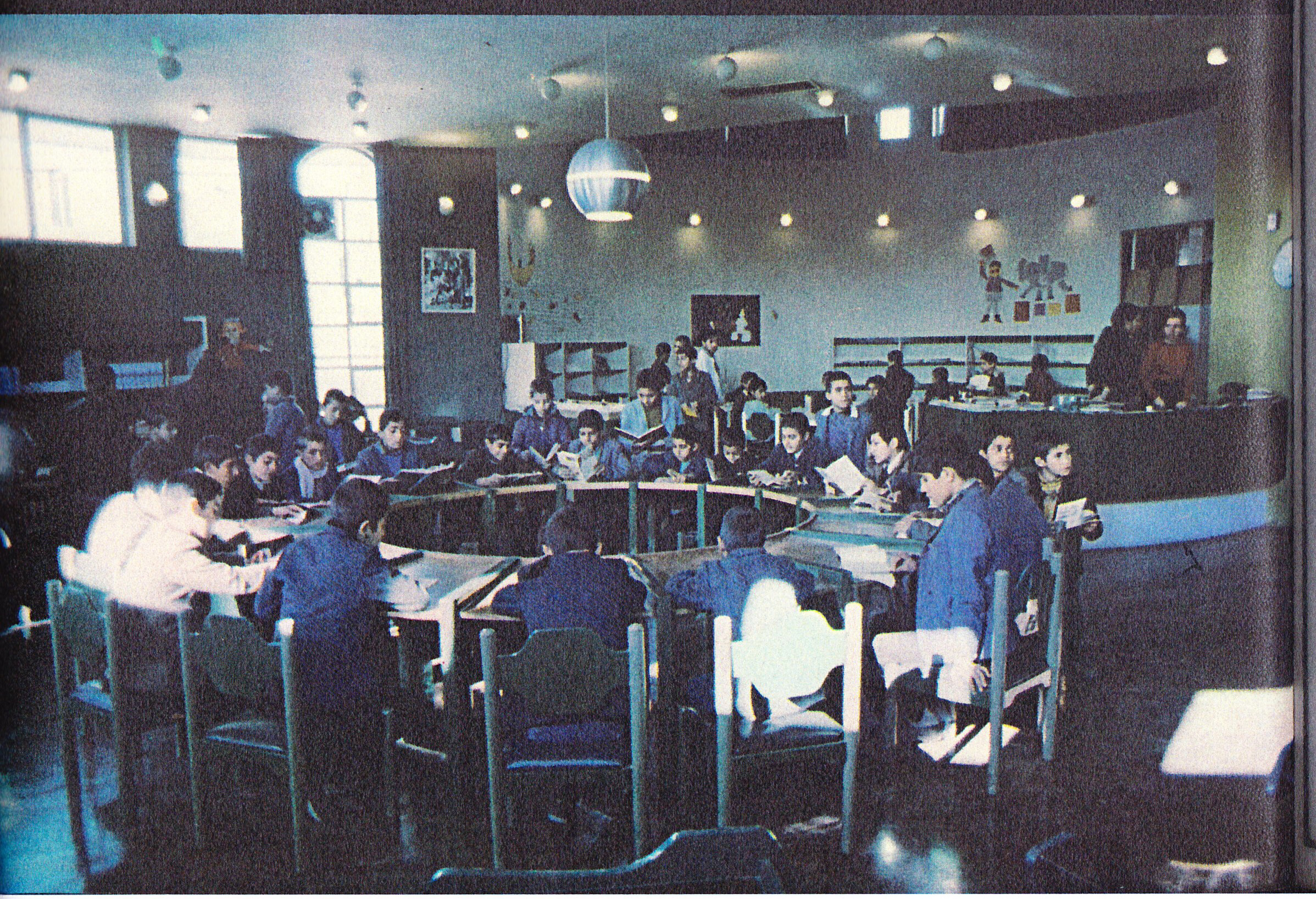
کتابخانه عباسی

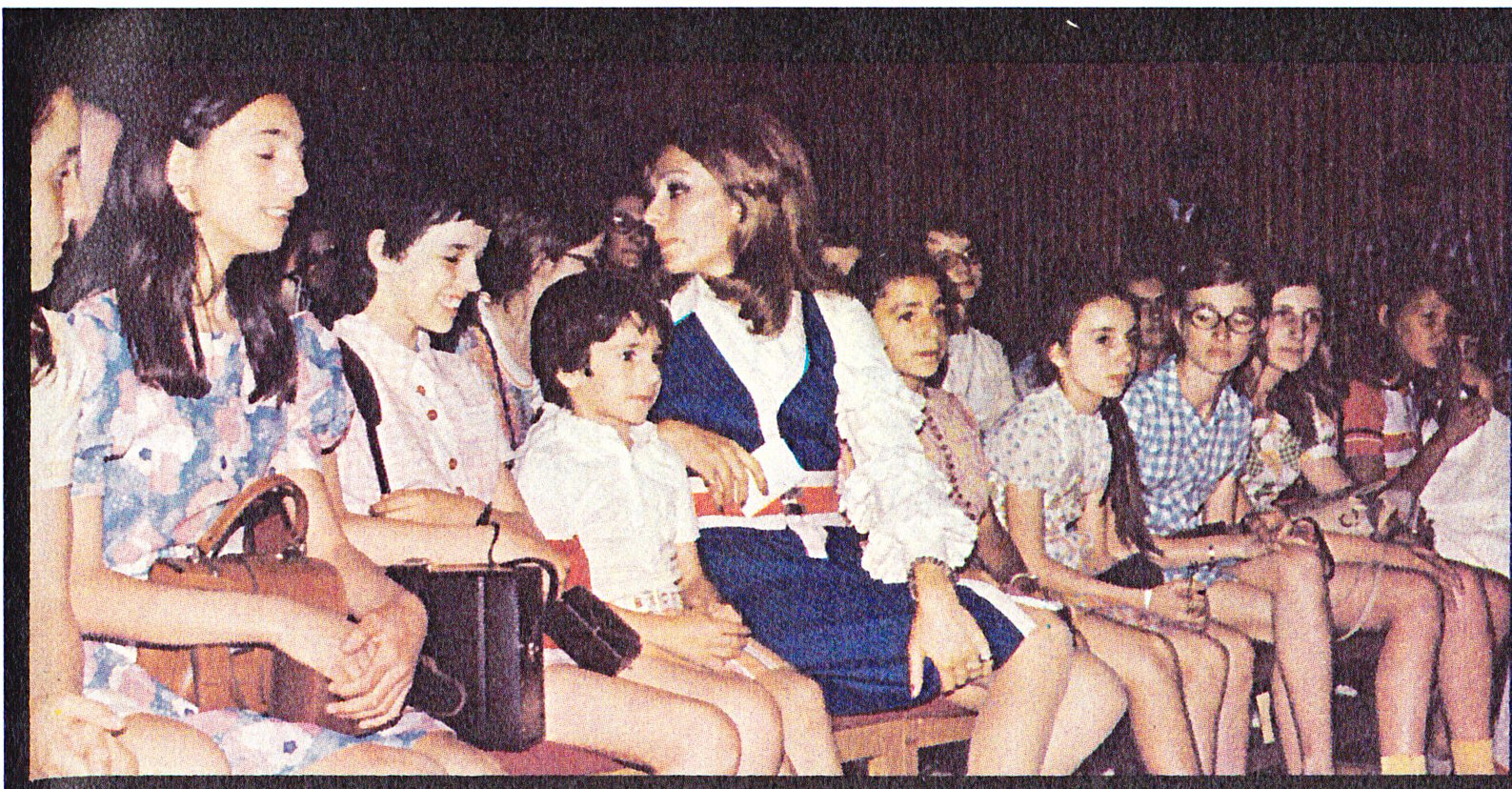
فرح پهلوی همراه با فرحناز و لیلا پهلوی در مسابقه تئاتر کتابخانه نیاوران

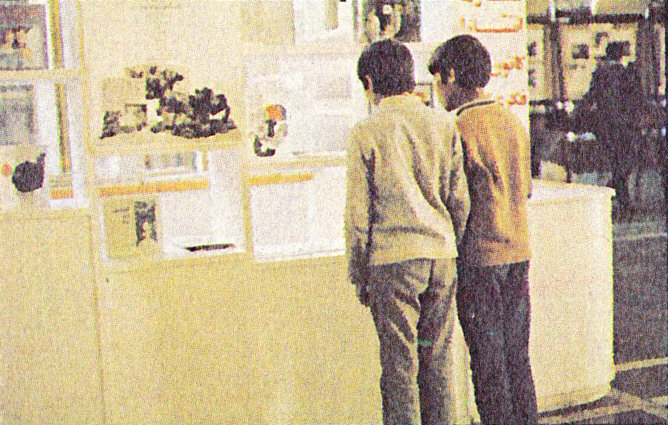
غرفه فروش کتاب‌های کانون در فرودگاه مهرآباد

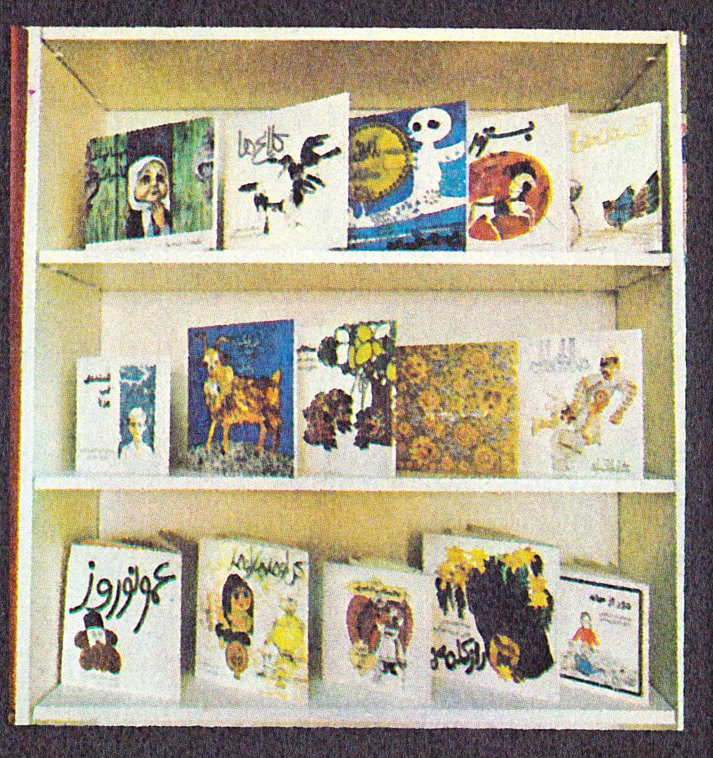
نمونه‌ای از کتاب‌های کانون پرورش

لیلی امیرارجمند با پایان تحصیلات در بازگشت به ایران از فرح پهلوی که دوست و همکلاس قدیمی او در مدرسه رازی تهران بود، تقاضا کرد موقعیتی به او داده شود که بتوانند کتابخانه‌ای برای بچه‌ها درست کند. در آن زمان پارک فرح در زمین باغ جلالیه در دست ساخت بود و فرح دستور داد تا بخشی از زمین باغ در اختیار وی گذاشته شود و به این صورت ساختمان اولین کتابخانه کودک در ایران آغاز شد. هم‌زمان با پایان ساختمان کتابخانه پارک فرح، چندین کتابخانه دیگر در دبستان‌های جنوب شهر تهران برپا شد. به صورتی که هم پسرها و هم دخترهای مدارس اطراف بتوانند به آن کتابخانه‌ها دسترسی داشته باشند.
کتابخانه دوم در باغشاه در انبار یک دبستان آغاز به کار کرد. کودکان با کتاب و کتابخانه‌ای که به ویژه برای آن‌ها ساخته شده بود در آغاز بیگانه بودند و رفته رفته به کتاب‌خوانی و کتابخانه خو گرفتند. تا سال ۱۳۵۷ بیش از بیست و نه کتابخانه ثابت و ده کتابخانه سیار در تهران گشوده شد که بیش از ده هزار عضو و روی هم رفته بیش از سه میلیون مراجع داشته‌است.
کتابخانه‌های کانون در تهران و شهرستان‌ها نه تنها جایی برای خواندن و به امانت گرفتن کتاب است بلکه جایی است که کودکان و نوجوانان می‌توانند میزان آگاهی و دانش خود را بیازمایند و نوآوری‌های خود را آزمایش کنند. کتابخانه‌های کانون برای بالا بردن آگاهی نوجوانان ایران در بخش‌های گوناگون برنامه‌های جالب دارند. برنامه‌هایی دیگر به کوشش کانون برای پرورش استعدادهای کودکان و نوجوانان همانند داستان سرایی، آشنایی به کتاب‌های نوین چاپ شده، آشنایی با شخصیت‌های علمی و هنری و تاریخی ایران و جهان، آشنایی با سرزمین‌ها و قوم هاو ملت‌ها و نژادها، نمایش فیلم، برنامه‌های گفتگو و انتقاد در زمینه‌های گوناگون و دربارهٔ کتاب‌های کتابخانه، مسابقه‌های هوش و آمادگی ذهن، مشاعره، شطرنج، برگزاری نمایشگاه‌های گوناگون، بازدیدهای گروهی، آموزش نقاشی، آموزش موسیقی و گروه کُر بچه‌ها و آموزش فیلم‌سازی گسترش داده شد.
از سال ۱۳۵۱ مسابقه‌های موسیقی و هنرآموزان موسیقی و همچنین مسابقه‌های تئاتر کانون در آمفی‌تئاتر پارک نیاوران به نمایش گذاشته شد.
از بهار ۱۳۴۶ با آغاز کار کتابخانه کودک در بابل کتابخانه‌های دیگری نیز در سرتاسر کشور پایه‌گذاری شد. در کنار کتابخانه‌های تهران و شهرستان‌ها، پروژه ایجاد کتابخانه‌های کودک روستایی نیز آغاز شد و کتابخانه‌های سیار روستایی نیز به راه افتاد. آمار نشان می‌دهد که بیش از ۱۲۷۱ روستا از این کتابخانه‌ها بهره برده‌اند.
کانون از سال ۱۳۴۸ فعالیت‌های خود را در استان گیلان با بنای هشت کتابخانه شهری آغاز کرد. کتابخانه‌های کانون در شهرهای رشت، لاهیجان، بندر انزلی، غازیان، رودبار، فومن، صومعه سرا، کتالم و سادات‌شهر، لشت نشا، آستانه اشرفیه، کوچصفهان، و آستارا گشوده شد. یک واحد پویای شهری و یک واحد پویای روستایی پنجاه دبستان و دبیرستان را در حومه رشت و شصت و پنج مدرسه را در شهر زیر پوشش داشت.
در کتابخانه کانون پرورش فکری کودکان و نوجوانان گیلان در شهر رشت، بچه‌ها موسیقی سنتی کوچصفهان و لشت نشا و از روستاهای دیگر را اجرا کردند. نمایشگاه‌هایی که گویای زندگی مردم گیلان بود همواره برپا بود. در این نمایشگاه‌ها عروسک‌هایی از زنان و مردان گیلان از زن‌های کپورچالی و مردان روستایی حومه رشت و مردان چانچو نیز به نمایش گذاشته شد.
در حال حاضر تعداد مراکز فرهنگی، هنری کانون (کتاب‌خانه‌ها) شامل مراکز ثابت، سیار شهری و روستایی، تماشاخانه‌های سیار و کتاب‌خانه‌های پستی به ۱۰۱۲ مرکز در سراسر ایران رسیده‌است.

## انتشارات کانون پرورش فکری کودکان و نوجوانان
سرمایه اولیه برای شروع کار انتشارات کانون از عواید به دست آمده از ترجمه کتاب دخترک دریا ترجمه فرح پهلوی به دست آمد. در آن زمان مدیریت بخش انتشارات به فیروز شیروانلو سپرده شد که از مؤسسه انتشارات فرانکلین آمده بود. وی تحصیلاتش را در رشته جامعه‌شناسی هنر در انگلستان به پایان رسانده بود و در بازگشت به ایران به عنوان طراح و ویراستار کتاب در مؤسسه انتشارات فرانکلین مشغول به کار شد.

## جشنواره‌های فیلم‌های کودکان و نوجوانان
کانون پرورش فکری کودکان و نوجوانان هماهنگ با دیگر فعالیت‌ها کوشش به برگزاری جشنواره جهانی فیلم‌های کودکان و نوجوانان نمود که برای رسیدن به هدف‌های زیر بود:
- - ساختن چشم‌اندازی کامل از فیلم‌های ویژه کودکان و نوجوانان در جهان
- - نمایش فیلم‌های برجسته از سرتاسر جهان که در آموزش و پرورش و یادگیری کودکان مفید باشد.

نخستین جشنواره جهانی فیلم‌های کودکان در آبان‌ماه ۱۳۴۵ به کوشش فرح پهلوی آغاز به کار کرد. در آبان‌ماه ۱۳۵۱ هفتمین جشنواره با ۱۲۰٬۰۰۰ کودک در تهران برگزار گردید. این جشنواره از سال ۱۳۵۰ در تهران و شهرستان‌ها برگزار می‌شد.

## سینما
در سال ۱۳۴۹ مرکز سینمایی کانون پرورش فکری کودکان و نوجوانان بنیان شد که در آن فیلم‌سازان و نقاش‌های جوان آغاز به ساختن فیلم برای کودکان نمودند. بخش سینما کوشش در پیشبرد انگیزه‌ها و سازندگی اندیشه و پرورش نگرش هنری داشت. انجام فعالیت‌های کانون پرورش فکری کودکان و نوجوانان در درخشش فیلم‌های ساخته شده به وسیله کانون در فستیوال پنجم، ششم و هفتم فیلم‌های کودکان و نوجوانان نشان داده شد. در هفتمین فستیوال فیلم در آبان ۱۳۵۱ فیلم «سفر»، چهار جایزه و فیلم «گلباران» و «سیاه و سپید» از ساخته‌های مرکز سینمایی کانون هر یک، جایزه دریافت کردند. پیش از این جشنواره، فیلم «رهایی» ناصر تقوایی، برنده جایزه نخست جشنواره فیلم ونیز و جشنواره فیلم سانفرانسیسکو شد. فیلم «پسر و ساز و پرنده» نیز جایزه جشنواره ونیز را از آن خود کرد.
کلاسهای آموزش فیلم‌سازی برای کودکان و نو جوانان عضو کتابخانه‌های کانون در تهران بنیان شد و پس از نخستین دوره (که یک دوره سه‌ماهه بود)، فیلمی که یکی از تهیه‌کنندگان نوجوان کانون ساخته بود، از میان فیلم‌های فرستاده شده به «فستیوال جهانی فیلم‌های هشت میلیمتری» در شهر میلان در کشور ایتالیا برنده جایزه نخست شد. کانون جای کارگردانان، فیلم‌نامه‌نویسان، فیلم‌سازان، فیلم انیمیشن سازان نامی پیش از سال‌های ۱۳۵۷ بود و شمار بسیاری از آموزش دیدگان کانون هم‌اکنون از نام‌های نامی در رشته خود هستند.
عباس کیارستمی یکی از کارگردانان ایران به استخدام مرکز سینمای کانون پرورش فکری کودکان و نو جوانان درآمد. وی در سال ۱۳۴۹ فیلم کوتاه نان و کوچه را ساخت. ۱۳۵۱ فیلم «زنگ تفریح» را به اکران آورد و ۱۳۵۳ با ساختن فیلم «مسافر» نامی شد.
نورالدین زرین‌کلک پدر فیلم‌های انیمیشن ایران از بنیان‌گذاران کانون پرورش فکری کودکان و نو جوانان بود.
از کارهای بهرام بیضایی که در کانون ساخته شد می‌توان عمو سیبیلو فیلم کوتاه، «سفر»، «رگبار»، «غریبه و مه» و «کلاغ» را نام برد.
امیر نادری با فیلم ساز دهنی ۱۳۵۲ بر ارزش کارهای کانون افزود.
فرشید مثقالی در سال ۱۳۴۶ به کانون پیوست و تا سال ۱۳۵۷ فیلم‌های انیمیشن، پوستر فیلم و تصویر برای کتاب‌های کودکان کانون را ساخت که جوایز بیشماری را برد.
علی اکبر صادقی با ساختن دو فیلم گلباران در سال ۱۳۵۰ و شاه خورشید ۱۳۵۳ به مرکز سینمای کانون جان داد.
در سال ۹۷ کانون با آغاز به تولید ۴ فیلم بلند در یک سال فصل جدیدی از فعالیت‌های سینمایی را آغاز کرد.

## بایگانی فیلم
در کنار جشنواره سینمایی که نامی‌ترین جشنواره جهانی ویژه کودکان بود، یک بایگانی برای گردآوری فیلم‌های کودکان و نوجوانان ساخت تا کار نمایش فیلم‌های ارزنده هنری را به شکل گسترده‌ای برای کودکان در سرتاسر ایران آغاز کند.
بایگانی فیلم کودکان از میان فیلم‌های برگزیده در هفت جشنواره فیلم کودکان، شماری فیلم‌های بلند و کوتاه خریداری کرد و برخی از آنان را به فارسی برگرداندند. این فیلم‌ها در روزهای تعطیل برای تماشاگران خردسال در تهران و شهرستان‌ها به نمایش گذاشته می‌شد.

## تئاتر
مرکز تولید تئاتر و تئاتر عروسکی کانون پرورش فکری کودکان و نوجوانان از سال ۱۳۵۰ آغاز به کار کرد. تئاتر برنامه‌ایی از کانون پرورش فکری کودکان و نوجوانان است که همواره در حال گسترش بوده و در راه پرورش ذوق و استعداد فرهنگی کودکان گام برمی‌دارد. برنامه‌های فشرده و گسترده‌ای پایه‌ریزی شده‌است تا نمایش‌هایی توسط کودکان برای کودکان به روی سن برود.
مدیریت مرکز تئاتر و تئاتر عروسکی کانون پرورش فکری کودکان و نوجوانان واقع در پارک لاله تهران زیر نظر اداره کل سینمایی و امور تئاتر از زیر شاخه‌های معاونت تولید کانون فعالیت می‌کند.
از مدیران این مرکز میتوان به دان لافون، اردوان مفید و کامبیز صمیمی مفخم اشاره کرد.

## موسیقی

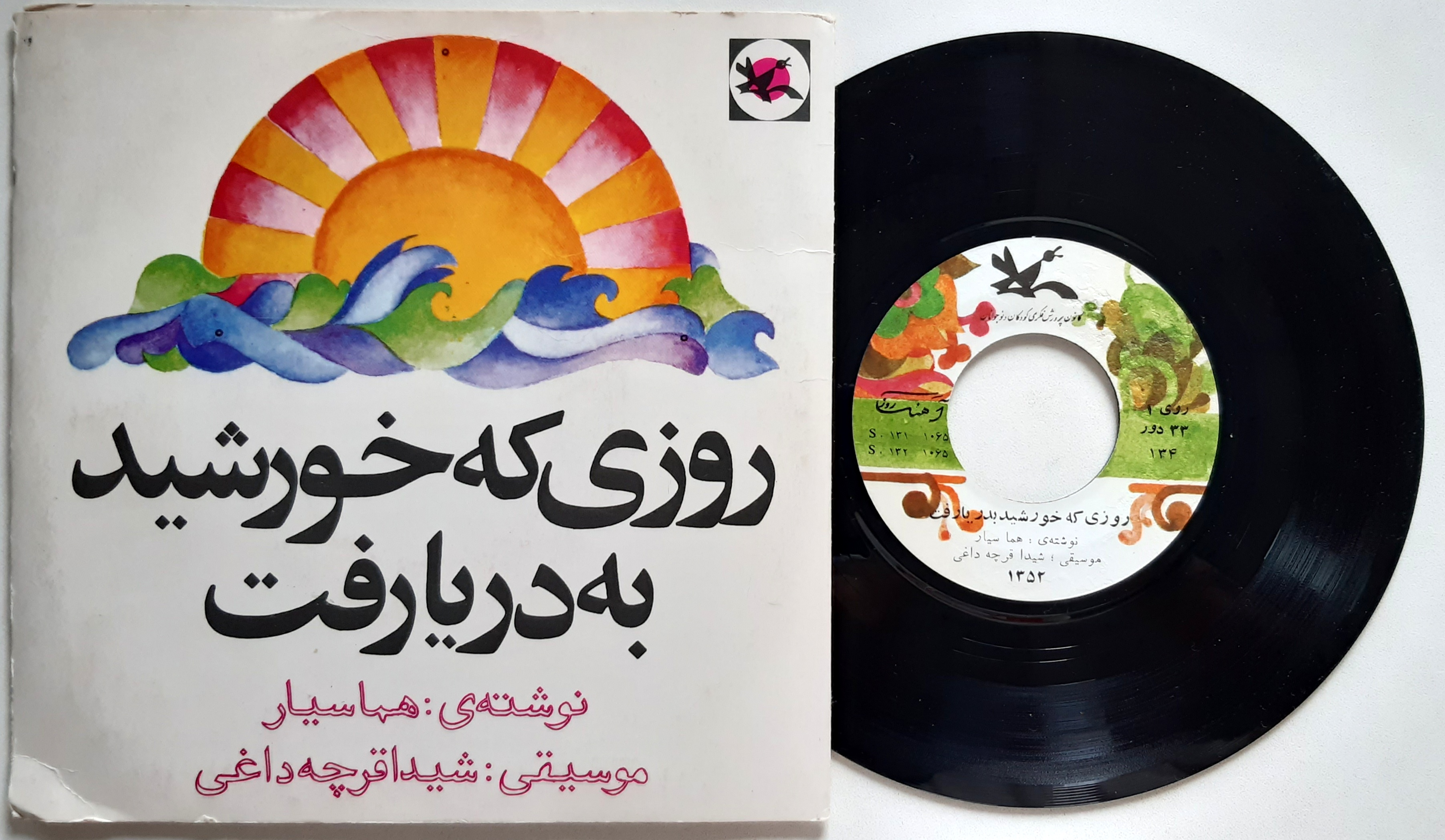
داستان «روزی که خورشید به دریا رفت» نوشته هما سیار، با موسیقی شیدا قرچه‌داغی، از انتشارات کانون در ۱۳۵۳.

در سال ۱۳۵۰ مرکز موسیقی کانون به کوشش شیدا قره‌چه‌داغی ایجاد شد. تعداد زیادی از داستان‌های کودکان با موسیقی او روی صفحه گرامافون منتشر شدند. از آنجمله و «آهوی گردن دراز» (۱۳۵۲) نوشته جمشید سپاهی و «روزی که خورشید به دریا رفت» (۱۳۵۳) نوشته هما سیار.
کانون در سالهای بعد مجموعه کاست‌هایی برای آشنا کردن کودکان و نوجوانان با موسیقی ایرانی و موسیقی کلاسیک غربی منتشر کرد و همچنین مجموعه‌ای با عنوان «صدای شاعر». یکی از این کاست‌های این مجموعه به سروده‌های باباطاهر اختصاص داشت که با موسیقی شیدا قرچه‌داغی، دکلمه امیر نوری و صدای پری زنگنه منتشر شد.

## پژوهش‌های فرهنگی و اجتماعی
مرکز پژوهش‌های فرهنگی و اجتماعی در آغاز کار خود در سال ۱۳۵۰ کوشش کرد تا پایه‌های اساسی و استواری را برای برنامه فرهنگی کانون پرورش فکری کودکان و نوجوانان بیابد. مرکز پژوهش‌های فرهنگی و اجتماعی کار خود را از راه بررسی نظری و عملی، پرسش نامه‌ها، مشاهده و گفتگوهای رو در رو انجام می‌دهد.
این مرکز دارای نه گروه پژوهشی است که در زمینه‌های برنامه‌ریزی فرهنگی، وسایل ارتباط گروهی در جامعه، محتوای سازمان آموزشی، دامنه از خود بیگانگی، میزان سنت‌گرایی و نوگرایی یا نوخواهی در جامعه، هنرهای بومی و قومی کار می‌کنند.

## چاپ کتاب
سازمان چاپ کتاب کانون پرورش فکری کودکان و نوجوانان با چاپ کتاب «دخترک دریا» ترجمه فرح پهلوی در زمستان ۱۳۴۵ کار خود را آغاز کرد. کتاب‌های چاپ کانون پرورش فکری کودکان و نوجوانان تا سال ۱۳۵۳ بیست و هشت جایزه ملی و جهانی را برد. جایزه در نمایشگاه‌های کتاب در یونسکو، بولونیا، براتیسلاوا، سندیکای چاپگران ژاپن و شورای کتاب کودک برای کانون پرورش فکری کودکان و نوجوانان افتخار آفرین بود. کانون پرورش فکری، استانداردهای جدیدی برای ادبیات کودکان و نوجوانان به جامعه ایرانی معرفی کرد که توسط بسیاری از ناشران دیگر دنبال شد.

## پس از انقلاب
کانون پرورش فکری کودکان و نوجوانان تا سال ۱۳۵۸ زیر نظر هیئت مدیره و مدیرعامل فعالیت می‌کرد تا این که بر اساس جلسه ۳۱ اردیبهشت ۱۳۵۹ شورای انقلاب اسلامی ایران اساس‌نامه کانون با تغییراتی تصویب شد با گشایش روزهای زوج و فرد و به صورت یک شرکت دولتی، ابتدا نظارت آن به وزارت فرهنگ و آموزش عالی و سپس به وزارت آموزش و پرورش سپرده شد.

## تأسیس مرکز سرگرمی‌های سازنده و بازی‌های رایانه‌ای
تولید گروه ویژه‌ای از محصولات که در حد بین اسباب‌بازی محض و لوازم کمک آموزشی قرار می‌گرفت از سال ۱۳۶۱ شمسی با نام «سرگرمی‌های سازنده» در مرکزی با همین نام آغاز شد تا سال ۱۳۹۸ حدود ۳۰۰ عنوان محصول در این گروه، جهت توزیع در فروشگاه‌های کانون و استفاده در مراکز کانون تولید شد که برخی از این محصولات به تولید دوم تا دهم نیز رسید. در سال ۱۳۷۸ برای اولین بار در خاورمیانه عروسک‌هایی با ویژگی‌های چهره‌شناسی ایرانی به نام دارا و سارا در این مرکز طراحی و بخشی از آنها در چین تولید شد، این محصول رکورد تیراژ تولید و فروش در یک محصول را در کانون شکست و بعدها نسل دوم و سوم در اندازه ۳۰ سانت تولید شد. لوازم جانبی و لباس‌های سنتی و بومی ایرانی در زمره محصولات جانبی عروسک‌های دارا و سارا بود که درداخل کشور تولید شدند.
در سال ۱۳۷۵ با توجه و تأکید به نیاز بازار داخلی، واحدی در مرکز سرگرمی‌های سازنده به نام «واحد تولیدات رایانه‌ای» تأسیس شد که ضمن بررسی تولیدات جهان، بازار داخل را مورد ارزیابی قرار داد و اقدام به طراحی و تولید محصولات چندرسانه‌ای، بازی‌های ویدیویی (بر بستر رایانه‌های شخصی و تبلت و گوشی‌های هوشمند) کرده و تا سال ۱۳۹۸ حدود ۵۰ عنوان محصول به بازار عرضه کرده‌است. این مرکز اولین مرکز دولتی تولیدکننده بازی‌های رایانه‌ای بوده‌است.
مرکز سرگرمی‌های سازنده از ابتدای تأسیس همواره محل مشاوره دانشجویان، تولیدکنندگان، طراحان و علاقه‌مندان به اسباب‌بازی بوده‌است و به‌صورت یک شتابدهنده غیررسمی به تجاری‌سازی ایده‌های سرگرمی کمک نموده. بر همین اساس زیرساخت ایده‌آزاد به عنوان یک رویداد ملی سالانه از سال ۱۳۹۴ به‌صورت فراخوان ملی به جمع‌آوری، پرورش و ارائه ایده‌های اسباب‌بازی به بازار و صنعت اقدام کرده‌است.
طی دو دستاورد مختلف، مرکز سرگرمی‌های سازنده موفق به تأسیس شورای نظارت بر اسباب‌بازی به‌منظور نظارت کیفی، فرهنگی بر ایده‌های اسباب‌بازی و ثبت و حمایت حقوقی از آنان و همچنین رهگیری و نظارت و ساماندهی واردات و صادرات اسباب بازی شد و همچنین با ارایه طرحی، موافقت مسئولان برای تأسیس بنیاد ملی بازی‌های رایانه‌ای را جلب کرد. همچنین برگزاری جشنواره ملی اسباب‌بازی از سال ۱۳۹۴ در سطح ملی و به‌صورت سالانه که محلی برای گردهمایی دست‌اندرکاران و اهالی صنعت اسباب‌بازی و سرگرمی‌های سازنده است نیز از برترین دستاوردهای این مرکز (که به‌صورت یک اداره کل به فعالیت می‌پردازد) در سال‌های اخیر بوده‌است.

## آموزش نجوم
کانون پرورش فکری با هدف آموزش نجوم به کودکان و نوجوانان، رصدخانۀ آموزشی زعفرانیه را به عنوان نخستین مرکز آموزش نجوم آماتوری در ایران به همت احمد دالکی و همکاری مسئولان وقت در سال ۱۳۶۸ تأسیس کرد. اندیشۀ ایجاد مراکزی برای آشنایی نوجوانان با علوم پایه را نخستین بار رضا روحانی، یکی از مدیران کانون پرورش فکری کودکان و نوجوانان، در ۱۳۶۷ ش مطرح کرد. این رصدخانه در نخستین سال‌های فعالیت خود تنها به برگزاری برنامه‌های نمایش اسلایدهای نجومی و رصد عمومی آسمان برای علاقه‌مندان می‌پرداخت. با استقبال عمومی مردم به‌ویژه کودکان و نوجوانان، کلاس‌های آموزشی نیز گشایش یافت. بسیاری از فعالان نجوم آماتوری، دانشگران فعال در حوزه اخترفیزیک و کیهان‌شناسی و بسیاری از نخستین رویدادها در حوزه ترویج نجوم و ستاره‌شناسی در ایران نخستین بار در این مرکز شکل گرفته است. مدرسان رصدخانه زعفرانیه با سال‌ها تجربه در برگزاری مراسم روز جهانی نجوم در ایران، صاحب سبک و طراحی ویژه خود برای آموزش عمومی نجوم در این روز هستند.
با موفقیت این مرکز، راه‌اندازی دیگر مراکز آموزش رصد و نجوم کانون پرورش فکری در تهران و شهرستان‌ها رونق گرفت که از نمونه‌های می‌توان به راه‌اندازی رصدخانه مرکز علوم در تهران و مرکز نجوم در استان‌های قم، اصفهان، زنجان، سمنان، گلستان، قزوین و ... اشاره کرد.